# Jakob von Venedig
Jakob von Venedig (bl. nach 1125; † nach 1147) war ein venezianischer Kleriker und Kirchenrechtler. Bekanntheit erlangte er vor allem für seine Übersetzungen von Aristoteles in lateinischer Sprache. Er war einer der ersten, der sieben Jahrhunderte nach Boethius Werke des Philosophen vom Altgriechischen direkt ins Lateinische übertrug.

## Biographie
Über Jakob von Venedig ist nur wenig bekannt. Er nannte sich selbst Iacobus Veneticus Graecus und beherrschte neben dem Latein noch das Mittelgriechische, wobei nicht bekannt ist, ob er als Grieche in Venedig oder als Venezianer in Konstantinopel aufwuchs.
Bei Robert von Torigni, Abt von Mont Saint-Michel (1154–1186), tritt er als „Jakob, Kleriker aus Venedig“ (Jacobus clericus de venecia) auf, was „bedeuten kann, dass er nie eine wichtige Position in der kirchlichen Hierarchie erhalten hatte und dass er wahrscheinlich nie ordiniert war.“
Er soll, zusammen mit dem Advokaten und Übersetzer Burgundio von Pisa sowie dem Dichter und Philologen Moses von Bergamo, an der theologischen Debatte zwischen dem Bischof Anselm von Havelberg und dem orthodoxen Erzbischof Niketas von Nikomedien teilgenommen haben, die am 3. April 1136 öffentlich im Pisaner Viertel in Konstantinopel abgehalten wurde.
Von seiner Zeit als Kanoniker ist ein Brief erhalten, in dem er Moses von Vercelli, den Erzbischof von Ravenna, eine Beratung hinsichtlich der Rangfolge gegenüber dem Erzbischof von Mailand erteilt. Der Streit wurde von Papst Eugen III. beim Konzil von Cremona im Jahr 1148 beigelegt.

## Übersetzungen von Aristoteles

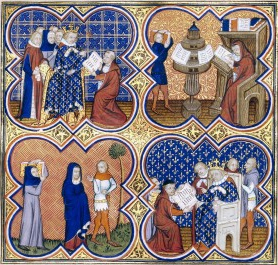
Karl V. ordnet die Übersetzung von Aristoteles an. Buchmalerei aus dem Prolog von Politik, Wirtschaft, Ethik von Aristoteles

Bekannt geworden ist Jakob vor allem als maßgeblicher Übersetzer des 12. Jahrhunderts von Aristoteles aus dem Altgriechischen ins Lateinische. Zahlreiche überlieferte Kopien aus dem 13. Jahrhundert tragen den Hinweis translatio Jacobi. Zugeschrieben werden ihm die ersten griechisch-lateinischen Übersetzungen der Physica, der Metaphysica (Buch I bis Buch IV, 4, 1007a31) und der De anima. Die Übersetzung von Teilen der Parva naturalia wird ihm ebenfalls zugewiesen (insbesondere die translatio vetus der De morte et vita, die De memoria, die De juventute und die De respiratione), genauso die neuen Textfassungen der bereits von Boethius übersetzten Topica, De sophisticis elenchis (Fragmente), der Analytica priora und posteriora (die Übersetzungen der letzteren sind im gesamten Mittelalter stark verbreitet: 275 bekannte Manuskripte stammen von ihm, dagegen nur acht von den drei anderen bekannten Übersetzern). Mit seinem Namen werden auch Fragmente eines Kommentars zur elenchis und zur Analytica posteriora in Zusammenhang gebracht.
Einem Vorwort zur lateinischen Übersetzung der Analytica posteriora aus der Mitte des 12. Jahrhunderts ist zu entnehmen, dass die Übersetzungen des Jakob von Venedig den sogenannten „Meister von Frankreich“ (möglicherweise aus Chartres oder Paris) zu dieser Zeit bekannt waren und von diesen gern verwendet wurden, obwohl sie angeblich „mit Finsternis bedeckt“ waren. Auch Johannes von Salisbury (1115–1180) kannte die letzten Übersetzungen des Jakob von Venedig. Er griff auf die Übersetzung der Analytica posteriora in seinem Werk Metalogicon (1159) zurück. In einem Brief an Richard, dem Archidiakon von Coutances, bat er ihn darum, Kopien von Aristoteles’ Werken anzufertigen, die dieser in seinem Besitz hatte. Dazu verlangte er Erläuterungen zu Stellen, wo der Text schwierig zu lesen war, da er den Übersetzungen von Jakob misstraute. In der Tat scheint es heute so, dass Jakob von Venedig hinsichtlich bestimmter grammatischer Regeln des Altgriechischen und im Bereich der griechischen Mythologie einige Wissenslücken aufwies. Schwierigkeiten bereitet auch, dass sein Übersetzungsstil sehr wortgetreu war und sich sehr nah an die griechische Syntax hielt: wenn ein Wort keine genaue Entsprechung im Lateinischen hatte, übernahm er es einfach und führte eine neue Definition ein. Auf diese Weise wurde der philosophische Wortschatz um viele neue Fachbegriffe erweitert.

## Die Rolle der Abtei Mont Saint-Michel bei der Verbreitung von Übersetzungen des Jakob von Venedig
Der Abt von Mont-Saint-Michel Robert von Torigni (1110–1186) berichtet in einem Nachtrag einer Kopie seiner Chronik, dass Jakob von Venedig Übersetzungen zwischen 1128 und 1129 angefertigt haben soll. Der Eintrag stammt entweder direkt von ihm oder von einem seiner Schreiber. Das Exemplar wurde nach seiner Abtwahl 1154 und vor 1169 angefertigt. Wann und woher Robert von Torigni diese Information bezog, ist nicht bekannt. Einer Hypothese von Coloman Viola zufolge erhielt er sie von französischen Theologen („die französischen Meister“), die mit den Übersetzungen möglicherweise bereits vertraut waren. In Frage käme da z. B. der Archidiakon Richard de Coutances, der selbst in Kontakt mit Johannes von Salisbury stand. Oder er erhielt sie auf dem Konzil von Tours im Jahr 1163, zur Zeit als Jakob von Venedig bereits in päpstlichen Kreisen bekannt war.
Zur Diskussion steht auch, ob die Stelle, an der Robert von Torigni den Nachtrag zu seiner Chronik (zwischen 1128 und 1129) eingefügt hat, wirklich dem Datum entspricht, an dem Jakob von Venedig seine Übersetzungen anfertigte (oder zumindest einen Teil dieser). Lorenzo Minio Paluello ist der Ansicht, dass diese Stelle einfach die nächstbeste freie Lücke im Manuskript war. Coloman Viola hingegen bezieht sich auf einen ähnlichen Nachtrag, der sich in einer Übersetzung des Johannes von Damaskus von Papst Eugenius findet und dessen Zeitpunkt sich als korrekt herausstellte, und glaubt, dass dies auch für Jakob von Venedig der Fall sein könnte.
Die Sammlung der Bibliothek von Mont Saint-Michel (heute Scriptorial d’Avranches) besitzt zwei Manuskripte, die die ältesten bekannten Kopien der mehrheitlich Jakob von Venedig zugeschriebenen Übersetzungen enthalten. Das erste Manuskript (Ms. 221) wurde im Skriptorium von Mont Saint-Michel kopiert, das andere (Ms. 232) im Norden von Frankreich. Beide werden in die zweite Hälfte des 12. Jahrhunderts datiert, also in die Zeit des Robert von Torigni, der so wie es scheint eine „Vorreiterrolle bei der Verbreitung neuer aristotelischer Literatur“ gespielt hat.
Jakob von Venedig und die von ihm erstellten Aristoteles-Übersetzungen spielen zusammen mit anderen anonymen Autoren von Mont Saint-Michel eine zentrale Rolle im Buch Aristoteles auf dem Mont Saint-Michel (2008) des Mediävisten Sylvain Gouguenheim. Gouguenheim stellte die Rolle von Moslems und Arabern bei der Übermittlung antiker griechischer Texte und Wissenschaften in den lateinischen Westen in Frage. Die Publikation hatte in den französischen Medien eine heftige Kontroverse ausgelöst, bei der es im Rahmen vom „Kampf der Kulturen“ um die „christlichen Wurzeln des Abendlandes“ ging. Die Publikation wurde von verschiedenen Mediävisten stark kritisiert. Für die von Gouguenheim vorgebrachten Behauptungen, nämlich dass Jakob von Venedig den Mont Saint-Michel besuchte oder die dortigen Übersetzungen anfertigte (einige Manuskripte, die Gougenheim Jakob von Venedig zuwies, sind in Wirklichkeit Kopien, die von Burgundio aus Pisa stammen), gibt es keine wissenschaftlichen Beweise.